# Anne-Lot Hoek

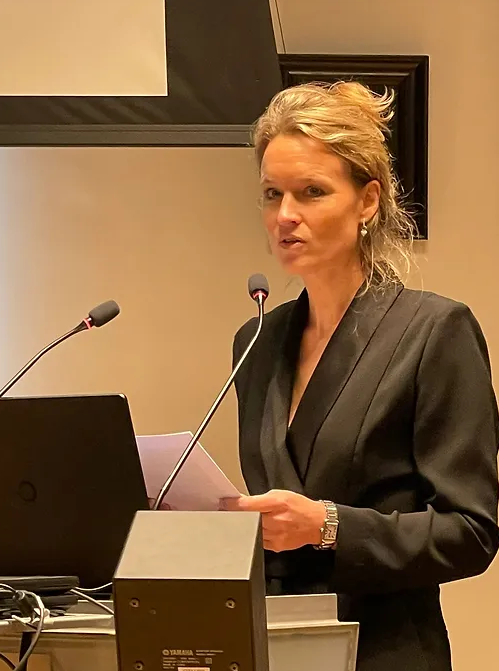
Promotiegelegenheid Anne-Lot Hoek, Amsterdam 10 februari 2023

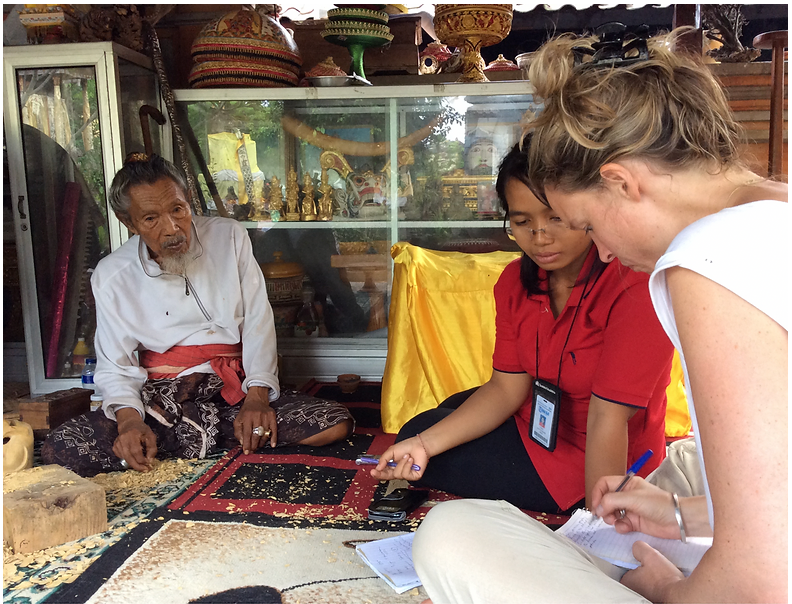
Interview met onafhankelijkheidsstrijder Ratu Ida Gede Burwan Manuaba door Anne-Lot Hoek en Ni Ketut Sudiani op Bali (2015)

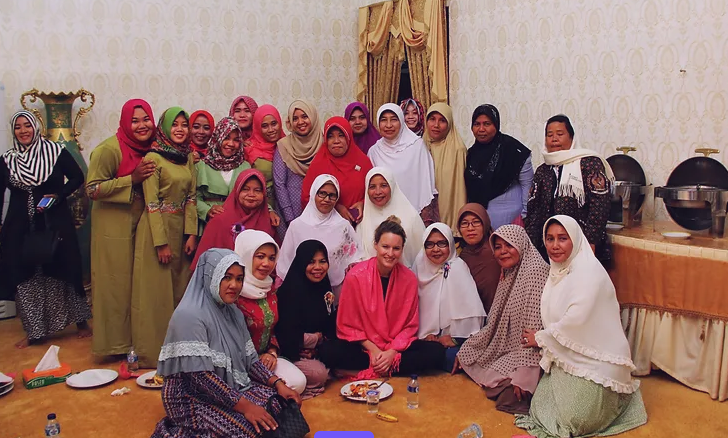
Anne-Lot Hoek op onderzoek in Rengat, Sumatra, januari 2016

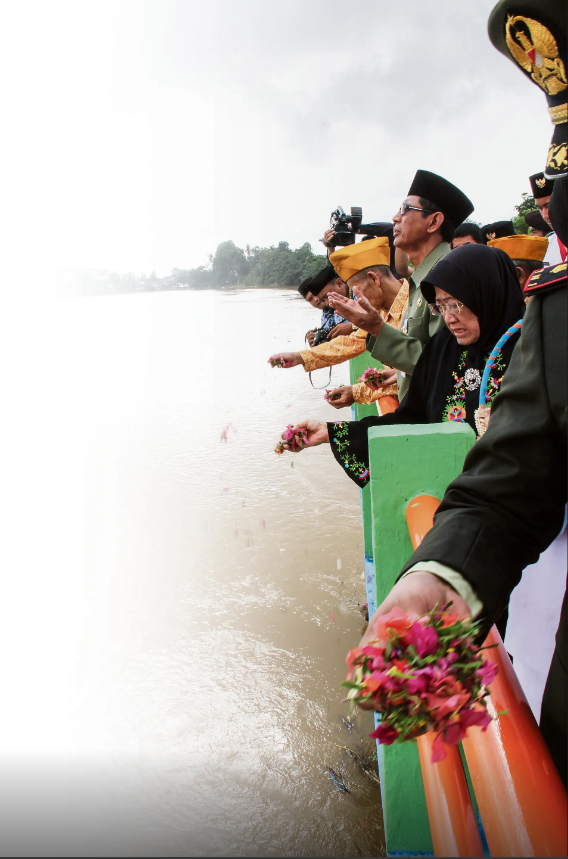
Herdenking Peristiwa Rengat 5 januari 2016 (foto door Anne-Lot Hoek)

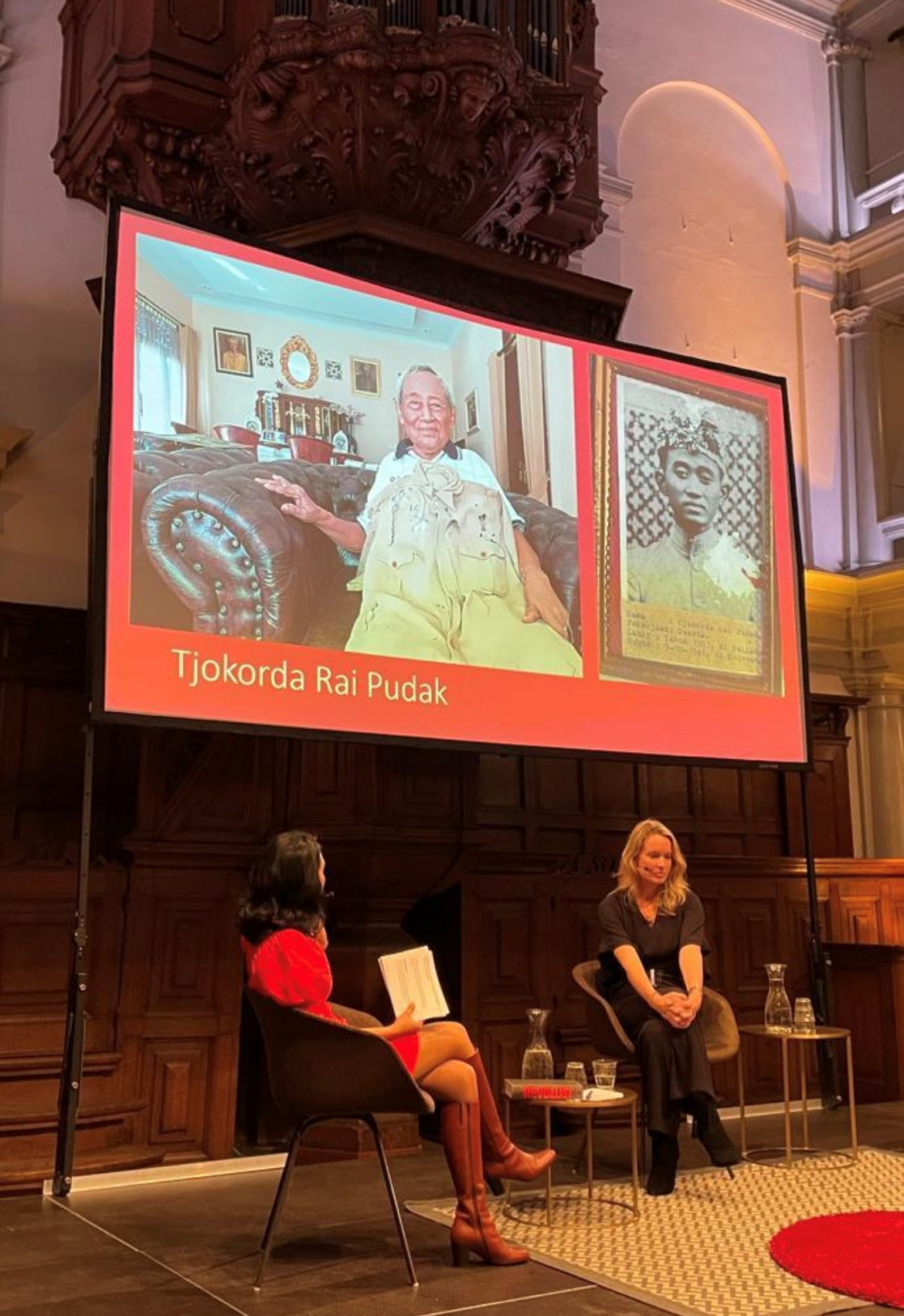
Anne-Lot Hoek in gesprek met Feba Sukmana tijdens 'Vrijheid en Verzet' in De Rode Hoed (Amsterdam, 16 februari 2022)

Anne-Lot Hoek (Den Haag, 1978) is een Nederlands historica, onderzoeker en auteur. Ze richt zich op het koloniale verleden en onafhankelijkheidsstrijd in Zuid-Afrika, Namibië en Indonesië.

## Biografie en loopbaan
Hoek woonde en werkte in Amsterdam, Windhoek en Kaapstad. Ze studeerde Geschiedenis aan de Universiteit van Amsterdam en Politieke geschiedenis aan de Universiteit van Perugia in Italië. Zij behaalde haar Master of Arts aan de faculteit Geesteswetenschappen van de Universiteit van Amsterdam, waar zij afstudeerde op de onafhankelijkheidsstrijd in Namibië. In 2023 promoveerde ze bij diezelfde universiteit op het proefschrift De strijd om Bali. Geweld, verzet en koloniale staatsvorming 1846-1950.
In 2021 debuteerde ze met De strijd om Bali. Imperialisme, verzet en onafhankelijkheid 1846-1950 (De Bezige Bij), waarvoor ze 128 betrokkenen op Bali en Nederland interviewde en uitvoerig literatuur- en archiefonderzoek deed.
Tijdens haar zeven jaar durende onderzoek ontdekte Hoek onder andere dat het Nederlandse leger een tangsi-systeem van 50 gevangenkampen op Bali had opgezet waarbinnen marteling en executies een systematisch fenomeen vormden. Ook liet ze zien hoe de strijd op het eiland onderdeel was van een lange traditie van antikoloniaal verzet en toonde ze aan dat Bali na de Tweede Wereldoorlog, als onderdeel van de door Nederland gecreëerde deelstaat Oost-Indonesië, een sleutelrol speelde in de Nederlandse dekolonisatiepolitiek. Tot dan toe had de focus van historici met name op Java gelegen. Hoek vertelt ook een groter verhaal over de dekolonisatie van heel Nederlands-Indië.
Hoek werkte van 2005-2007 bij het Afrika-Studiecentrum (ASC) en deed onderzoek in Bolivia, Zambia, Kameroen en Mali. In 2012 deed ze opnieuw onderzoek in Zambia. Ze was toen reeds als freelance journalist begonnen voor Vrij Nederland, later voor NRC Handelsblad en De Groene Amsterdammer. Sinds 2012 publiceerde Hoek tientallen artikelen over het koloniale verleden in Indonesië. Daarnaast neemt ze regelmatig deel aan het postkoloniale debat in debatcentra en op radio en tv.
In 2012 droeg ze met haar eerste artikel over Indonesië bij aan het verzoek tot eerherstel voor drie mariniers die hadden geweigerd om als represaille een kampong op Oost-Java in brand te steken. Een paar maanden later werd daartoe een motie ingediend in de Tweede Kamer der Staten-Generaal. Hoek traceerde een dochter van een van de mariniers, Nicoline de Hoog, en vertelde haar voor het eerst over deze geschiedenis van haar vader. Nicoline diende een verzoek tot verificatieonderzoek in bij het Ministerie van Defensie, waarna postuum eerherstel voor haar vader en de twee andere mariniers volgde.
In 2013 deed Hoek archiefonderzoek en interviewde ze veteranen in Nederland en in Parijs, waaruit voor het eerst naar voren kwam dat het Nederlandse leger oorlogsmisdaden had gepleegd op Bali. Een oud verzetsman uit de Tweede Wereldoorlog deelde gruwelijke foto's van zijn legereenheid en betoogt in het artikel: 'Er zijn daar op Bali misdaden tegen de menselijkheid gepleegd. En de Nederlandse staat moet daar verantwoording over afleggen.'  Hoek sprak met getuigen uit die tijd die bevestigden dat er misdaden zijn gepleegd en dat ze er zelf aan meededen. Ze verwerkten dat in hun latere leven ieder op hun eigen manier. Het nieuws werd opgepakt in de pers in Nederland en Indonesië, en andere auteurs namen het op in hun werk.
In 2014 ontdekte ze archiefdocumenten waaruit bleek dat Nederlandse gezagsdragers Bali tijdens de Indonesische onafhankelijkheidsoorlog als hun particuliere koninkrijkje runden en er veel gemarteld werd. Een vernietigend officieel onderzoeksrapport over corruptie en intimidatie op Bali werd weggewerkt.
In 2015 stelde Hoek in NRC Handelsblad dat historische instituten 65 jaar lang hun taak hadden laten liggen. Ze publiceerde op de voorpagina van diezelfde krant een artikel over een vrij onbekende Zwitserse dissertatie van de Zwitsers-Nederlandse historicus Remy Limpach die de 'Excessennota' uit 1969 weerlegde, de nota die werd opgesteld naar aanleiding van de bekentenis van Joop Hueting in 1969 op nationale televisie in VARA programma Achter het Nieuws, waarin hij openlijk sprak over oorlogsmisdaden begaan door Nederlandse militairen, waaronder hemzelf, tijdens de Indonesische onafhankelijkheidsoorlog. In 2016 ging Hoek in het artikel Iedereen wist het, maar niemand kon het zeggen  dieper in op de vraag waarom Nederlandse historici van de vorige generatie, zoals Cees Fasseur, een ontwijkende houding hadden aangenomen ten opzichte van het daadwerkelijke geweld in Indonesië. Het artikel droeg bij aan wat Martin Bossenbroek een paradigmawisseling en een historiografische regime change noemde. Hoek wordt wel genoemd als onderdeel van 'een nieuwe generatie historici'.
Begin 2016 reisde Hoek af naar Indonesië voor een onderzoek in Rengat, Sumatra, naar de aanval op die stad in januari 1949. In de 'Excessenota' uit 1969 werd uitgegaan van 80 burgerslachtoffers en 30 gedode soldaten. In Rengat stond een monument dat melding maakte van 1.500 slachtoffers en 186 namen. In het Nationaal Archief ontdekte ze een reeks bronnen uit 1949, zoals een namenlijst van 120 'gesneuvelde burgers', een inschatting van de Nederlandse Resident van 400 doden en een Chinees krantenartikel dat melding maakte van meer dan 1.000 doden. Alleen al uit een vergelijking van de namenlijst uit het archief met de namen op het monument kwam een nieuw aantal individueel bekende slachtoffers van 270 naar voren.
Ze schreef er twee artikelen over in NRC Handelsblad  en maakte de Reporter Radio-reportage Het bloedbad van Rengat voor NPO Radio 1. Het werd opgepikt door andere landelijke media zoals de Volkskrant, het Algemeen Dagblad, Trouw, de NOS en RTL Nieuws. Ook in Indonesië werd meermaals over het Bloedbad van Rengat gepubliceerd. Mensenrechtenadvocate Liesbeth Zegveld noemde de gebeurtenissen in het onderzoek van Hoek in een reactie "van dezelfde orde van grootte als Rawagede en de moordpartijen op Zuid-Sulawesi". Het was een van de dodelijkste Nederlandse militaire operaties op Sumatra. Volgens David Van Reybrouck gaat het mogelijk om de grootste individuele oorlogsmisdaad van de hele oorlog. Hoek schreef later dat jaar nog een tweeluik over Rengat voor Inside Indonesia. Aan een van de weduwen uit kampong Skip in Rengat, wier man politieman was en geëxecuteerd werd, keerde de Nederlandse staat een schadevergoeding uit van 20.000 euro. Zo'n vergoeding werd alleen toegekend als aangetoond kon worden dat iemand door Nederlandse militairen geëxecuteerd is in een actie "van vergelijkbare ernst en aard als Rawagede en Zuid-Sulawesi". De BBC in Indonesië publiceerde een uitgebreid artikel over Hoeks Rengat-onderzoek op Sumatra en haar eerdere onderzoek waarin ze oorlogsmisdaden op Bali ontdekte.
Het Rengat-artikel verscheen in februari 2016. Een paar maanden later, in juli 2016, werden het Koninklijk Instituut voor Taal-, Land- en Volkenkunde, het NIOD Instituut voor Oorlogs-, Holocaust- en Genocidestudies en het Nederlands Instituut voor Militaire Historie (NIMH) geïnformeerd door het Ministerie van Buitenlandse Zaken dat ze zich moesten gaan voorbereiden op een mogelijke omslag in het parlement. Minister Bert Koenders was ervan overtuigd geraakt dat een grootschalig onderzoek benodigd was en op Algemene Zaken, voorgezeten door minister president Mark Rutte begonnen "dingen te schuiven".. In september 2016 lichtte ze in het politieke actualiteitenprogramma Buitenhof haar onderzoek in Rengat nog eens toe tijdens het item "oorlogsmisdaden in Indië" en betoogde ze dat ongeacht de juridische schuldvraag expliciet premier Rutte namens het kabinet verantwoordelijkheid moest nemen voor de gebeurtenissen tijdens de onafhankelijkheidsoorlog in Indonesië.
Eind 2016 ging de Tweede Kamer officieel overstag met het standpunt dat er 'voldoende aanleiding is voor een breed opgezet onderzoek' naar het in Indonesië gebruikte geweld in de periode 1945-1949. Het door de overheid gefinancierde onderzoek kreeg de titel Onafhankelijkheid, dekolonisatie, geweld en oorlog in Indonesië, 1945-1950 (ODGOI). Tweede Kamerlid Sjoerd Sjoerdsma, die zich politiek inzette voor het onderzoek, vertelde Hoek in een interview dat de politieke goedkeuring voor het onderzoek voor 75% tot stand kwam gekomen als gevolg van nieuwe feiten vanuit de journalistiek en de rechtszaken tegen de Nederlandse staat en voor 25% door de eerder genoemde Zwitserse dissertatie. Nadat de laatste jaren telkens 'druppelsgewijs' nieuwe feiten naar boven kwamen over deze periode was de Zwiterse dissertatie toen deze in oktober 2016 in boekvorm werd gepubliceerd de spreekwoordelijke 'plons' die de al volle emmer deed overlopen. Hoek reageerde in Nieuwsuur op het kabinetsbesluit.
In 2016 en 2017 was Hoek fellow aan het KITLV en journalist in residence aan het Netherlands Institute for Advanced Study (NIAS) van het KNAW. Tussen 2017 en 2019 schreef ze een hoofdstuk in Revolutionary Worlds binnen het ODGOI-onderzoek. Toen Joop Hueting, de klokkenluider over oorlogsmisdaden tijdens de Indonesische onafhankelijkheidsoorlog, overleed, in november 2018, reageerde Hoek in Nieuwsuur.
Nieuw waren volgens Martin Bossenbroek artikelen waarin nadrukkelijk het Indonesische perspectief op het koloniale verleden werd belicht. Tussen 2016 en 2019 brak ze regelmatig een lans voor erkenning van de politieke strijd van de leiders van de Indonesische onafhankelijkheidsstrijd en andere stemmen die het koloniale systeem hadden uitgedaagd in de twintigste eeuw. Dit vond ook navolging. Daarnaast zette ze zich geregeld in voor de Nederlandse erkenning van de Indonesische onafhankelijkheidsdatum. In 2018 riep ze opnieuw premier Mark Rutte, en koning Willem-Alexander in NRC Handelsblad op om verantwoordelijkheid te nemen en een groot gebaar te maken voor het feit dat Nederland de wapens had opgepakt tegen Indonesië en hun drang tot onafhankelijkheid langdurig had miskend. Begin 2020 pleitte ze met jonge historici in Nieuwsuur voor excuses door de koning tijdens zijn staatsbezoek aan Indonesië. Tegen de verwachting in, kwamen die excuses er ook. Hoek reageerde daar in Nieuwsuur op. In oktober 2020 ontving Hoek de ASH Valorisatieprijs van de Universiteit van Amsterdam voor haar bijdrage aan het debat over Indonesië. 
In datzelfde jaar publiceerde ze een artikel in De Groene Amsterdammer waaruit bleek dat Nederland voor de financiering van de wederopbouw met de soevereiniteitsoverdracht aan Indonesië een financieel voordeel behaalde van meer dan 103 miljard euro; veel meer dan de 16 miljard euro Marshallhulp van Amerika. Schrijvers als David Van Reybrouck en Adriaan van Dis lichtten het uit in hun werk en het verscheen in Indonesië en werd opgepikt in de wetenschap. Sinds 2021 is Hoek redactieraadslid Geschiedenis bij het Belgische tijdschrift De lage landen en ze droeg bij aan hun boekpublicatie Nulpunt 1945. Aan het einde van het jaar verscheen De strijd om Bali, wat tot een reeks kamervragen leidde vanuit de Tweede Kamer der Staten-Generaal aan het Ministerie van Buitenlandse Zaken en het Ministerie van Defensie. De Nederlandse staat kende financiële compensatie toe aan een groep familieleden van Balinezen die zonder een vorm van proces geëxecuteerd werden.
Begin 2022 verscheen de De Indische Doofpot van Maurice Swirc, vlak voor de uitkomsten van het ODGOI-onderzoek, waarmee hij de Brusseprijs won. Hij stelde in zijn conclusie: "Inmiddels staat het - na de baanbrekende publicaties van Remy Limpach en Anne-Lot Hoek - vast dat het Nederlandse militaire apparaat systematisch uitvoering gaf aan een praktijk van massa-executies en martelingen in gevangenkampen, alles onder eindverantwoordelijkheid van de Nederlandse regering in Den Haag".
Een kleine week later sprak Hoek tijdensVrijheid en verzet. De erfenis van de revolutie is nog springlevend van Beyond Walls in de Rode Hoed. Ze werd ook geïnterviewd in het politieke actualiteitenprogramma Buitenhof over haar debuut, over de opening van Revolusi!, een grote tentoonstelling in het Rijksmuseum over de onafhankelijkheidsstrijd van Indonesië waaraan ze ook een bijdrage leverde  en over de mogelijke conclusies van het eerder genoemde ODGOI onderzoek, waaraan ze als enige Nederlandse onderzoeker in het project niet meeschreef.
Samen met andere critici en Indonesië-experts pleitte ze in reactie op de slotconclusie van dat onderzoek opnieuw vóór het gebruik van de term oorlogsmisdaden tijdens een OVT-special op NPO Radio 1. De onderzoeksleider, Frank van Vree, veranderde tijdens de uitzending zijn standpunt, ze hadden volgens hem toch van oorlogsmisdaden moeten spreken, wat landelijk nieuws werd.
In februari 2023 promoveerde Hoek aan de Universiteit van Amsterdam. Sinds maart is ze vaste boekenrecensent bij de Historische Boekencast, de podcast van het Historisch Nieuwsblad. In juni dat jaar publiceerde ze samen met journaliste Ni Ketut Sudiani en historica Ni Made Frischa Aswarini, die haar op meerdere fronten hadden ondersteund bij haar onderzoek op Bali, gezamenlijk een artikel in NRC Handelsblad waarin ze pleitten voor teruggave van documenten uit het Nationaal Archief aan Indonesië. Een week later werd daaropvolgend een motie in de Tweede Kamer ingediend en aangenomen. Over het Tweede Kamer-debat dat volgde op de uitkomsten van het ODGOI-onderzoek schreef Hoek een kritisch essay in De Groene Amsterdammer en ze reageerde op tussentijdse conclusies in de pers. Ook leverde ze een bijdrage over Balinese verzetsstrijders aan De Grote Indonesië tentoonstelling in de Nieuwe Kerk in Amsterdam, die later dat jaar van start ging. Sinds juli verbleef ze voor research voor haar nieuwe boek in Namibië en Zuid-Afrika.
In 2024 kreeg Hoek een fellowship aan het Internationaal Instituut voor Sociale Geschiedenis, waar ze aan onderzoek voor haar nieuwe boek over Namibië en Zuid-Afrika werkt. Toen in 2025 voor het eerst een film over de Indonesische Onafhankelijkheidsoorlog vanuit Indonesisch perspectief verscheen, Djakarta 1946, reageerde ze op NPO Radio 1 en in Nieuwsuur.

## Belang onderzoek
Hoeks werk kwam meermaals naar voren in de Rudy Kousbroek-lezing, in 2024 gepubliceerd als De kolonie mept terug van Adriaan van Dis, die daarin schrijft zijn meeste inzichten te hebben ontleend aan De strijd om Bali. Hij noemt het een "indrukwekkend" en "verbijsterend" boek en schrijft "wat haar onderzoek vernieuwend maakt - naast de vele Balinese getuigenissen - is dat zij de samenhang heeft blootgelegd tussen het geweld en de politiek. Oost-Indonesie speelde een veel belangrijkere rol in de revolutie dan eerder was aangenomen en daarom is er onder andere ook zoveel geweld gebruikt op Bali". Tot dan toe had de focus van historici met name op Java gelegen. David Van Reybrouck stelt dat Anne-Lot Hoek "belangwekkend oral-history onderzoek op Sumatra en vooral Bali" heeft gedaan. Maurice Swirc schreef dat hij in het bijzonder uit haar publicaties putte voor zijn prijswinnende boek De Indische Doofpot en noemt haar werk "baanbrekend". Hoek schreef volgens Jan Brokken "het standaardwerk", historica en recensent Nadia Bouras noemde het "nu al een klassieker", en de non-fictieboekrecensent van NRC noemde het "misschien wel het belangrijkste geschiedenisboek van dit jaar".
De jury van de Libris Geschiedenis Prijs omschreef De strijd om Bali als een belangrijke bijdrage aan het wetenschappelijke en maatschappelijke debat over de koloniale politiek in Indonesië. Vanuit de wetenschap omschreef Karwan Fatah-Black Hoeks werk als vooroplopend op de academische mainstream en "baanbrekend". Haar belangrijke rol in het aanjagen van het debat over het geweld in Indonesië werd ook wetenschappelijk erkend. Ze werd in 2020 bekroond met de ASH valorisatieprijs van de Universiteit van Amsterdam voor haar werk over de Nederlandse koloniale periode in Indonesië en de dekolonisatie van Indonesië. Het Huizinga Instituut wijdde een workshop aan haar boek en bestempelde het als een fascinerend werk voor Oral Historians.
In Nederland is er weinig aandacht voor Indonesische perspectieven. Volgens het voormalig hoofd onderzoek van het NIOD Instituut voor Oorlogs-, Holocaust- en Genocidestudies Peter Romijn, en Remco Raben, hebben veel Nederlandse historische werken en documentaires een sterk etnocentrisch perspectief. Indonesische bronnen worden nauwelijks geconsulteerd, Indonesische ervaringen worden niet of summier weergegeven en de motivaties van Indonesische actoren wordt zelden uitgediept. Zij stellen dat, in tegenstelling tot het bovenstaande, De strijd om Bali van Anne-Lot Hoek een van de uitzonderlijke boeken is waarin Nederland geconfronteerd wordt met de consequenties van geweld in het algemeen en van de slachtoffers van het geweld in het bijzonder, en dat er in haar boek ook ruimte is voor kritische perspectieven. Nadia Bouras stelt dat het perspectief van de gekoloniseerden lang is genegeerd, maar dat daar gelukking verandering in is gekomen en dat uit De strijd om Bali blijkt hoe het koloniale verleden botst met het zelfbeeld dat Nederland over zichzelf gehad heeft.
Marjan Schwegman erkende Hoeks werk over de tot dan toe onderbelichte rol van gewapende Nederlandse bestuursambtenaren in het geweld tijdens de Indonesische onafhankelijkheidsoorlog. Dit deed zij tijdens haar afscheidsrede De wapens van het verzet bij haar aftreden als hoofd van het NIOD Instituut voor Oorlogs-, Holocaust- en Genocidestudies.
In Hoeks promotiecommissie classificeerde Indonesië-expert Geoffrey B. Robinson van de Universiteit van Californië - Los Angeles (UCLA) haar werk als "belangrijk, diepgravend onderzocht en intellectueel belangwekkend" ("important, deeply researched and intellectually significant") en zei Jan-Bart Gewald, voormalig directeur van het Afrika-Studiecentrum, erover dat wat Harvard-professor Caroline Elkins deed met Imperial Reckoning voor Kenia, Hoek heeft gedaan voor Bali in zake de rol van de Nederlanders voor 1950.

### Non-fictie
In november 2021 debuteerde Anne-Lot Hoek bij De Bezige Bij met De strijd om Bali. Imperialisme, verzet en onafhankelijkheid 1846-1950. 
De strijd om Bali:
- werd Beste Geschiedenisboek van de Maand op NPO Radio 1[125]
- ontving een eervolle vermelding van de jury van de Brusseprijs[126]
- werd uit een lijst van meer dan driehonderd titels genomineerd in de top 5 shortlist van de Libris Geschiedenis Prijs 2022[127]

Over haar debuut maakte Hoek samen met Arco Gnocchi de vierdelige podcastserie Oorlog in het Paradijs: De Strijd om Bali. De podcast is uitgebracht als special bij Podimo-podcast Alle Geschiedenis Ooit. Via persoonlijke verhalen van vier betrokkenen willen zij de oorlog inzichtelijk maken.

### Boeken
- De strijd om Bali. Imperialisme, verzet en onafhankelijkheid 1846-1950, De Bezige Bij, Anne-Lot Hoek, Amsterdam 2021, ISBN 9403152311

### Boekbijdragen
- Atlas van Indonesië. Een cultuurgeschiedenis van het eilandenrijk. De strijd om Bali. Vrijheidsstrijders in Gianyar, Ni Ketut Sudiani, Anne-Lot Hoek and Ni Made Frischa Aswarini, Amsterdam WBOOKS, 2023, ISBN 9789462585737
- Revolusi! Indonesië Onafhankelijk. Harm Stevens, Amir Sidharta, Bonnie Triyana, Marion Anker (eds.), Amsterdam Rijksmuseum, 2022, ISBN 9789045045733
- Nulpunt 1945. De Lage Landen een mensenleven later. Een façade van zindelijk fatsoen. De Nederlandse omgang met het koloniale verleden, Anne-Lot Hoek, Ons Erfdeel Vzw, Belgium, april 2020, ISBN 9789079705313
- Multatuli Jaarboek 2020. Jubileumnummer '200 jaar Multatuli', Uitgeverij Verloren, 2020, ISBN 9789087049003

### Wetenschappelijke boeken en publicaties
- Hoek, Anne-Lot (10 februari 2023). De strijd om Bali. Geweld, verzet en koloniale staatsvorming 1846–1950.[2]
- Revolutionary Worlds. Local Perspectives and Dynamics during the Indonesian Independence War, 1945-1949. Roel Frakking, Bambang Purwanto, Yulianthi, Abdul Wahid (et.al), State-making is war-making. Military violence and the establishment of the State of East Indonesia in 1946, Anne-Lot Hoek, Amsterdam University Press, 2023, ISBN 9789463727587, DOI:10.2307/jj.399493.11.
- Bridging Humanities. Dissenting Voices: Challenging the Colonial System, Maartje Janse and Anne-Lot Hoek, in cooperation with Ernst Jansz and Sjoerd Sijsma, Sutan Sjahrir: Indonesian revolutionary, Anne-Lot Hoek, 1 april 2019, Leiden, Koninklijke Brill NV, E-SSN 2542-5099, DOI:10.1163/25425099-00102001
- Bridging Humanities. Dissenting Voices: Challenging the Colonial System, Maartje Janse and Anne-Lot Hoek, in cooperation with Ernst Jansz and Sjoerd Sijsma, Siebe Lijftogt: a critical voice branded a traitor, Anne-Lot Hoek, 1 april 2019, Leiden, Koninklijke Brill NV, E-SSN 2542-5099, DOI:10.1163/25425099-00102001
- Bridging Humanities. Dissenting Voices: Challenging the Colonial System, Maartje Janse and Anne-Lot Hoek, in cooperation with Ernst Jansz and Sjoerd Sijsma, Rachmad Koesoemobroto: fighting for freedom, a life imprisoned, 1 april 2019, Anne-Lot Hoek, 1 april 2019, Leiden, Koninklijke Brill NV, E-SSN 2542-5099, DOI:10.1163/25425099-00102001
- Bridging Humanities. Dissenting Voices: Challenging the Colonial System, Maartje Janse and Anne-Lot Hoek, in cooperation with Ernst Jansz and Sjoerd Sijsma, Cees Fasseur and his critics, 1 april 2019, Anne-Lot Hoek, 1 april 2019, Leiden, Koninklijke Brill NV, E-SSN 2542-5099, DOI:10.1163/25425099-00102001
- Exploring the Dutch Empire. Agents, Networks and Institutions 1600-2000, Catia Antunes and Jos Gommans (eds.), Nodal Ndola, Robert Ross and Anne-Lot Hoek, Londen, UK: Bloomsbury Academic Publishing, 2015, ISBN 9781474236416, DOI:10.1177/0265691417729639a
- From Idealism to Realism: A Social History of the Dutch in Zambia 1965-2013, Anne-Lot Hoek, Afrika-Studiecentrum, 2014, ISBN 9789054481393, WorldCat: 1235771932
- Bricks, Mortar and Capacity Building: A Socio-Cultural History of SNV Netherlands Development Organisation, Inge Brinkman in cooperation with Anne-Lot Hoek, Leiden, Koninklijke Brill NV, 2010, ISBN 9789004187412, DOI:10.1163/ej.9789004187412.i-327